# (1253) Frisia
(1253) Frisia es el asteroide número 1253 situado en el cinturón principal. Fue descubierto por el astrónomo Karl Wilhelm Reinmuth  desde el observatorio de Heidelberg, el 9 de octubre de 1931. Su designación alternativa es 1931 TV1. Está nombrado por la comarca neerlandesa de Frisia.